# Eefje Muskens
Eefje Muskens (Goirle, 27 juni 1989) is een Nederlands voormalig badmintonspeler.
In het dubbelspel speelde zij met Selena Piek. Met Piek won zij een bronzen medaille op de Europese kampioenschappen badminton 2014. Beiden namen ook deel aan de Olympische Zomerspelen 2016.
Na de wereldkampioenschappen badminton 2017 beëindigde ze vanwege blessures haar loopbaan.